# 東芝府中人権裁判
東芝府中人権裁判とは、東芝府中工場（東芝府中事業所）で起きた社員への上司のいじめ、パワハラに対し、東芝と上司を相手取って損害賠償請求を起こした裁判。

## 概要
1981年4月以降、東芝府中事業所材料加工部製缶課に勤務する上野仁に対し、上司から執拗な「始末書」「反省書」の提出強要、長時間にわたる叱責、職場内での監視、同課職員全員による無視（職場八分）などのいやがらせが行われた。上野は7月9日には上司や同僚から暴行を受けて病院に駆け込み、心因反応の診断で2週間の欠勤を余儀なくされた。
会社はこの欠勤に対して賃金の支払いを拒否した。そこで1982年1月21日、東京地方裁判所八王子支部に東京芝浦電気株式会社、上司を相手取って500万円の慰謝料と不払い賃金55,490円の請求を求める民事訴訟を起こした。1990年2月1日、東京地方裁判所八王子支部は会社と上司に対し慰謝料15万円と賃金55,490円の支払いを命じる。会社は即日控訴したが1992年9月22日、控訴取下げ書を提出。原告上野仁勝訴の一審判決が確定した。
上野は裁判中も裁判後も東芝府中工場に勤務し、2016年9月30日の定年後も雇用延長制で働いている。

## 事件の経緯
- 1975年3月 - 上野仁は秋田県立大曲高等学校普通科を卒業。同年4月、東京芝浦電気株式会社に入社し、同社府中事業所（以下府中工場という）勤務となり、材料加工部製缶課に配属された。
- 1976年、1977年 - 技能五輪全国大会に連続出場し、77年には曲げ板金部門で東京都大会優勝、全国大会で銅メダルを獲得した[1]。
- 1978年 - 春から地元の読書サークルに加入し、岩波新書『社会科学入門』（高島善哉著）を読む。その後、同読書サークルの連絡先に上野の名前が記されていたことを上司Y部長が見つけ、サークルを辞めるように言われる。
- 1981年4月9日 - 『働く者の新聞』（タイトルは「春闘を働く者の手に！今や8%の攻防、これで生活を守れるのか」）と題するビラを封筒に入れて職場の同僚に渡した。翌10日、Yは就労中の上野を呼び出し「きのうのビラは何だ。始末書を書け。原文は俺が書く。おまえはその通り書いてはんこを押すんだ」などと述べて叱責した[2]。
- 1981年5月6日 -上野が職場の慣例に基づいて作業日報の掲載をせず、共用機器をしまわずに帰宅したところ、翌7日にYは上野を1時間にわたって拘束し反省書の提出を強要。上野は反省書2通を作成提出した。
- 1981年5月11日 - 以降、製缶課第Nラインの労働者全員がYの指示により上野に対して日常の挨拶もしない、無視するという事態になった。その後、ささいな事故や機器の故障などを理由に始末書、反省書の提出が強要される。
- 1981年7月9日 - 朝からYは上野を罵倒し続けた。このような状況にいたたまれなくなった上野は午前9時15分ごろ、弁護士に電話しようと工場内の電話ボックスに向かったところY他3名が「職場離脱だ」と取り押さえようとした。上野は上司を振り切って工場から出ようとしたところ、警備員から呼び止められ、製缶課事務所に戻った。製缶課課長に休暇許可を求めているうちにめまい、手足の痺れなどの症状が出たため、課長は外出を許可。11時ごろ救急車で東京都立府中病院に運ばれた。同病院精神科医師から10日間の休養加療を要するとの診断を受けた。また、上司らに取り押さえられたことによる皮下出血を認めるとの診断を受けた。上野は7月25日まで欠勤を余儀なくされた。これに対し、東芝は8月分給与から欠勤分として45,135円を差し引いた。また、同年12月のボーナスから10,355円を差し引いた。
- 1981年8月 - 上野は東京共同法律事務所の宮里邦雄弁護士、小野幸治弁護士に相談。会社に抗議申し入れをするが会社は対応を拒否。
- 1981年9月23日 -四谷の主婦会館で「上野君を励まし反撃について相談する会」が開かれる。
- 1981年12月 - 「月刊労働問題」に甲南大学教授熊沢誠が『労働組合の必要な人々　ノンエリートたちの受難が示すもの』という記事で上野へのいじめを伝える[3]。
- 1982年1月10日 - 「東芝府中工場から職場八分をなくし上野仁君を守る会」が結成される。
- 1982年1月21日 -東京地方裁判所八王子支部に東京芝浦電気株式会社とYを相手取って慰謝料500万円、欠勤分の賃金55,490円の支払いを求める民事訴訟を起こす。
- 1983年9月 - 『民主主義は工場の門前で立ちすくむ』（熊沢誠著　田畑書店）刊行される。
- 1984年 - 「週刊宝石」6月22日号に『東芝府中工場でたった1人の反乱　社員から”職場・村八分”で500万円賠償請求された東芝の困惑』[4]が掲載される。
- 1990年2月1日 - 東京地裁八王子支部は東芝とY被告に対し慰謝料15万円と賃金55,490円の支払いを命じる原告勝訴判決[5]。東芝は即日控訴。
- 1991年2月19日 - 控訴審第4回公判において東芝社内の秘密組織「扇会」の秘密文書を証拠提出した。
- 1992年2月24日 - 控訴審第8回公判。原告の元同僚が「職場八分はY製造長の命令だった」との陳述書を提出。
- 1992年9月22日 - 東芝が「控訴取下げ書」を提出し、控訴を取り下げ。上野勝訴の1審判決が確定した。
- 1995年9月25日 - 「守る会」解散。工場メンバーは「東芝府中働く者ネットワーク」を作り、活動をつづけた。
- 2000年12月16日 - 「東芝府中働く者ネットワーク」が多田謡子反権力人権賞受賞。
- 2016年9月30日 - 上野仁は定年を迎えた。翌10月1日から雇用延長制で同じ職場に勤務。
- 2018年2月25日 - ルミエール府中で「東芝府中記録集出版記念パーティ」が開催された。